# تپه بان قلعه قره غیبی
تپه بان قلعه قره غیبی مربوط به دوران‌های تاریخی پس از اسلام است و در شهرستان دیواندره، بخش مرکزی، روستای قره غیبی واقع شده و این اثر در تاریخ ۲۴ فروردین ۱۳۸۲ با شمارهٔ ثبت ۸۰۲۳ به‌عنوان یکی از آثار ملی ایران به ثبت رسیده‌است.